# Krasnyj Czikoj
Krasnyj Czikoj (ros. Красный Чикой) – osiedle typu miejskiego w Rosji, w Kraju Zabajkalskim, ośrodek administracyjny rejonu krasnoczikojskiego. W 2010 liczyło 7063 mieszkańców.